# Chloroclystis brychoma
Chloroclystis brychoma là một loài bướm đêm trong họ Geometridae.